# Meganoton nyctiphanes
Meganoton nyctiphanes là một loài bướm đêm thuộc họ Sphingidae. Loài này có ở Sri Lanka, Ấn Độ, Bangladesh, Myanmar, quần đảo Nicobar, quần đảo Andaman, đông nam Trung Quốc, Thái Lan, Việt Nam, Malaysia, Indonesia (Sumatra) và Philippines (Palawan).
Sải cánh từ 120–140 mm.
Ấu trùng được ghi nhận ăn các loài Symphorema involucratum ở Thái Lan.

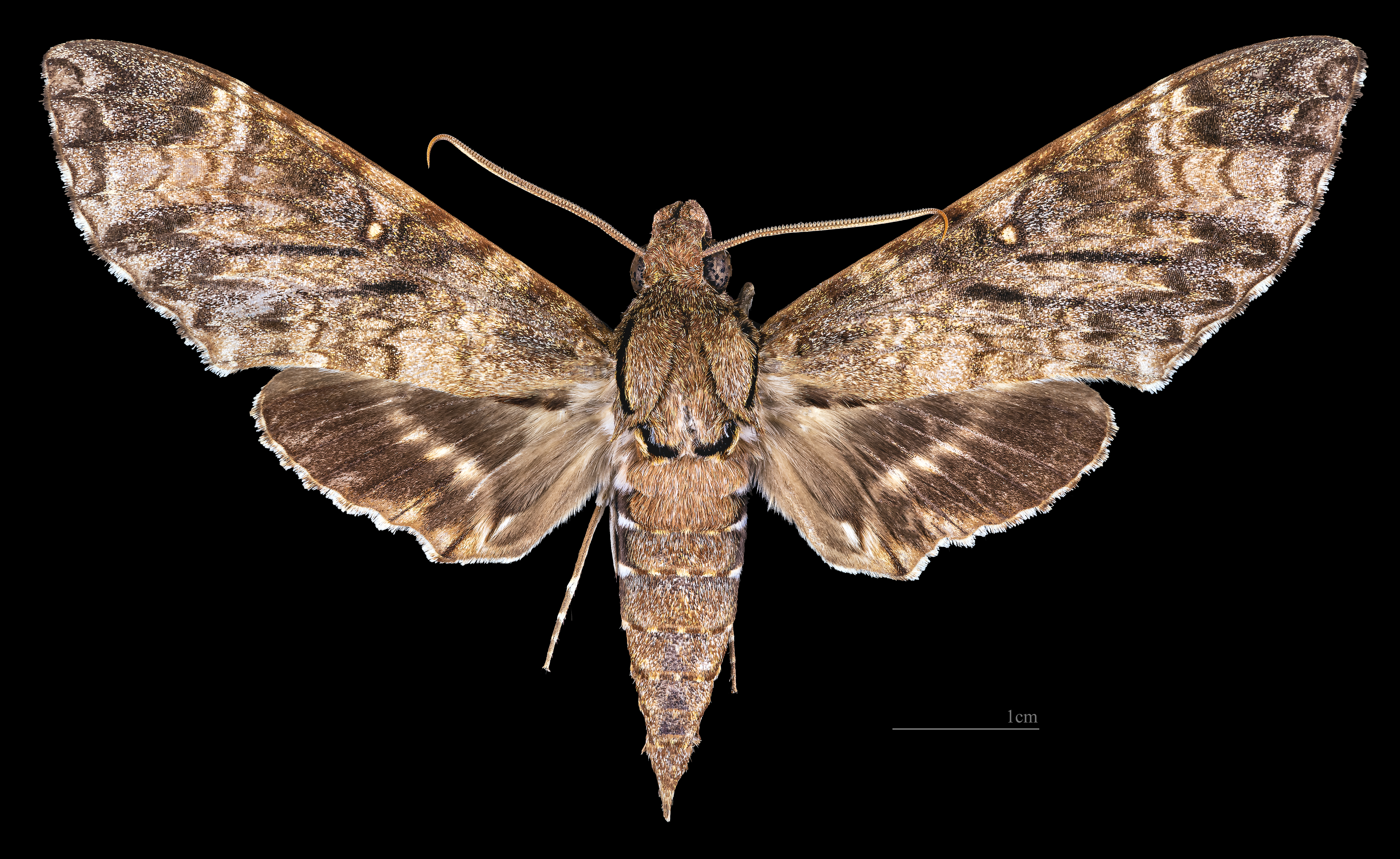
Meganoton nyctiphanes ♂
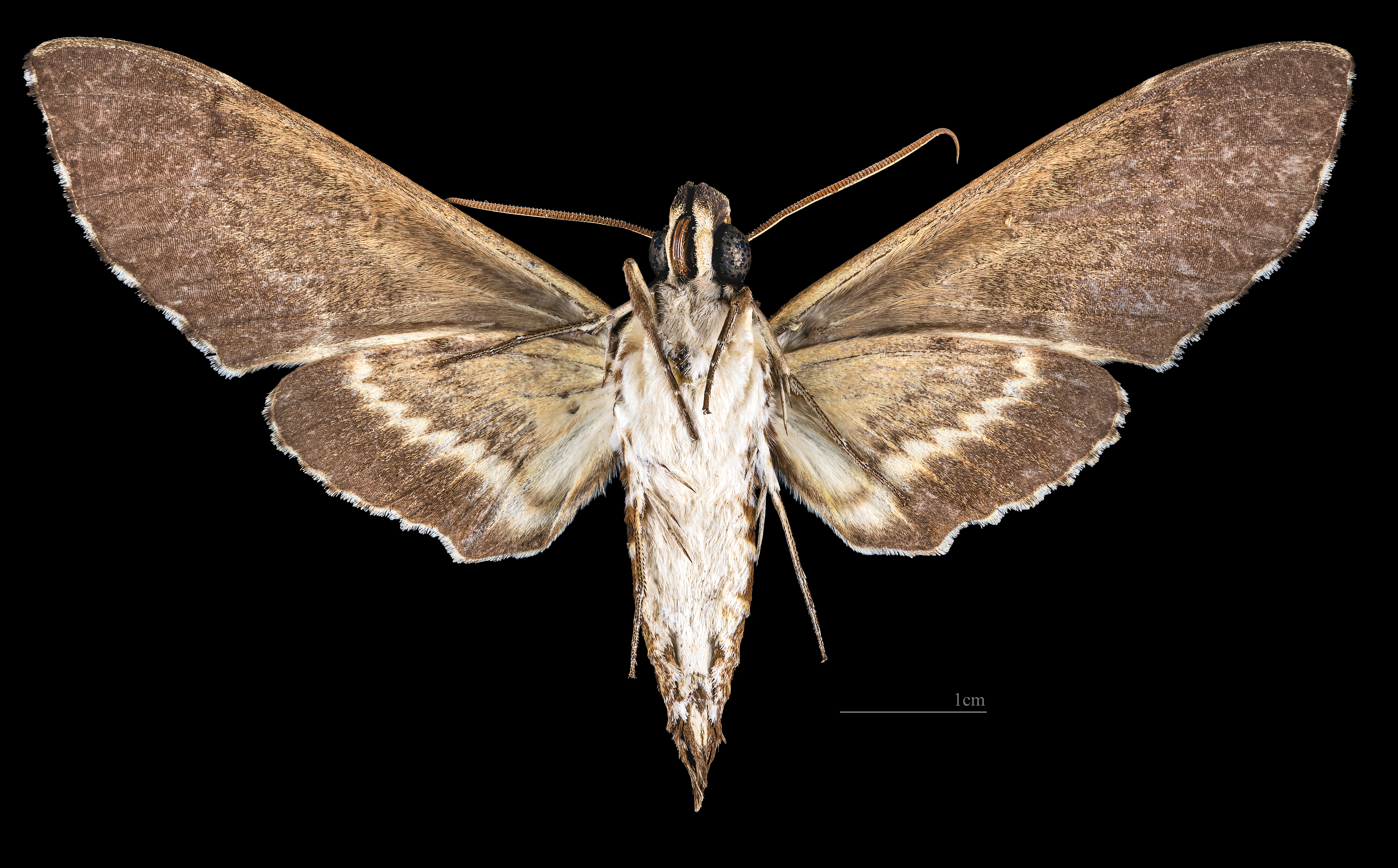
Meganoton nyctiphanes ♂  △

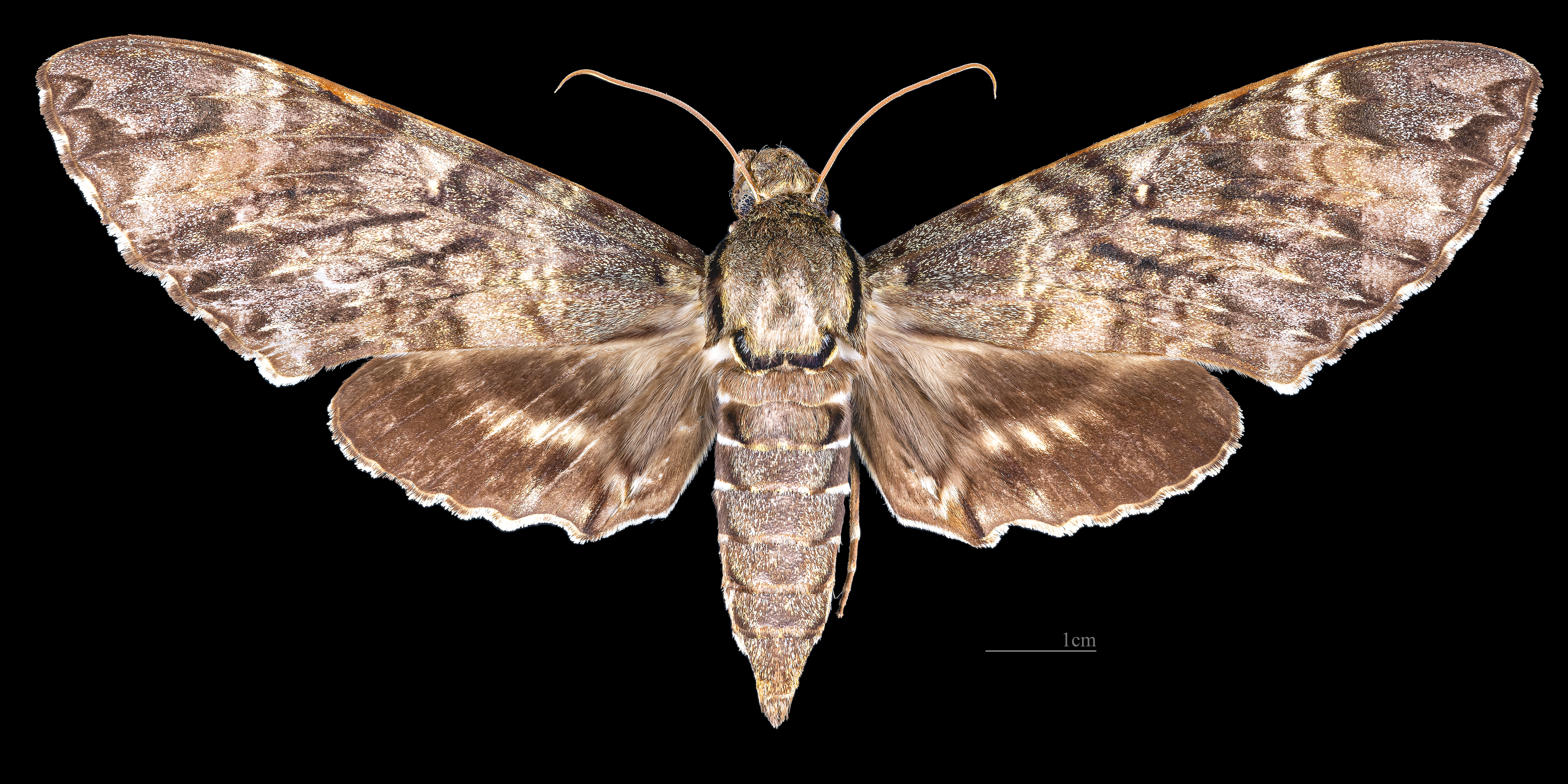
Meganoton nyctiphanes  ♀
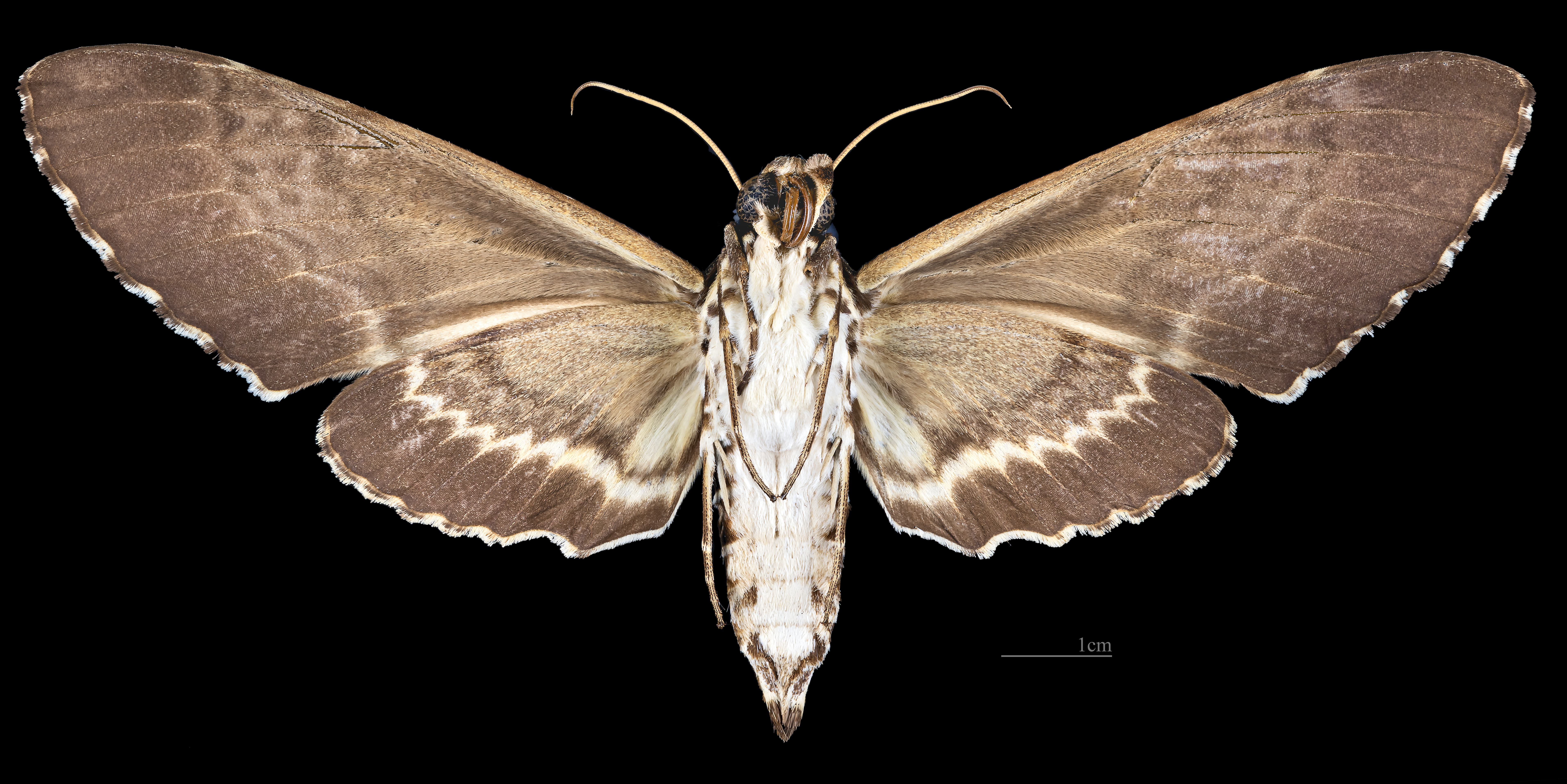
Meganoton nyctiphanes  ♀  △